# ويكيبيديا الأراغونية
ويكيبيديا الأراغونية (الأراغونية:Wikipedia en aragonés) هي النسخة الأراغونية من موسوعة ويكيبيديا.

## الإحصائيات
| عدد المستخدمين المسجلين | عدد المستخدمين النشيطين | عدد المقالات | صفحات المحتوى | عدد التعديلات | عدد الملفات المرفوعة | عدد الإداريين |
| ----------------------- | ----------------------- | ------------ | ------------- | ------------- | -------------------- | ------------- |
| 82٬275                  | 75                      | 48٬785       | 171٬196       | 2٬278٬505     | 1٬636                | 9             |

## الشعار

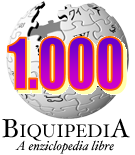
إنشاء المقالة رقم 1000 في 30 ديسمبر 2005
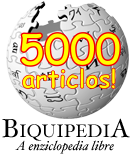
إنشاء المقال رقم 5000 في 29 ديسمبر 2006
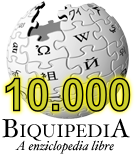
إنشاء المقالة رقم 10000 في 21 أغسطس 2008
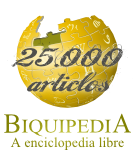
إنشاء المقالة رقم 25000 في 16 مارس 2011
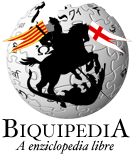
يوم أراغون (سان جورج)، 2008
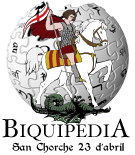
يوم أراغون (سان جورج)، 2009
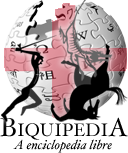
يوم أراغون (سان جورج)، 2010
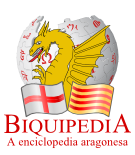
يوم أراغون (سان جورج)، 2011
شعار 10 سنوات (21 يوليو 2014)
شعار العشر سنوات في يوم سان جورج، 2015